# ヘナロ・セライエタ
ヘナロ・セライエタ・サン・セバスティアン（Genaro Celayeta/Zelaieta San Sebastián、1954年11月9日 - 2008年2月9日）は、スペイン・ナバラ州ベラ・デ・ビダソア出身の元サッカー選手。現役時代のポジションはDF。元スペイン代表。

## 経歴
1978-79シーズン、レアル・ソシエダのトップチームでプロデビュー。トップチーム3シーズン目の1980-81シーズンには、ラ・リーガ優勝を経験し、自身もリーグ戦33試合に出場した。
1985-86シーズン終了後にクラブを退団してCEサバデルへと移籍するが、レアル・ソシエダでは公式戦通算302試合に出場して6得点を記録した。
1980年1月23日、オランダ代表との親善試合にて、46分にベンチへと下がるまでプレーしてことでスペイン代表初キャップを記録した。
2008年2月9日、病により死去。1980-81シーズンにリーグ戦を優勝したメンバーでは最初の選手となった。

## 個人成績

### 代表
- 国際Aマッチ 6試合 0得点（1980年）

| スペイン代表 | 国際Aマッチ | 国際Aマッチ |
| 年           | 出場        | 得点        |
| ------------ | ----------- | ----------- |
| 1980         | 6           | 0           |
| 通算         | 6           | 0           |

## タイトル

### クラブ
レアル・ソシエダ
- ラ・リーガ : 2回 (1980-81, 1981-82)
- スーペルコパ・デ・エスパーニャ : 1回 (1982-83)